# Juan José Asenjo Pelegrina
Juan José Asenjo Pelegrina (ur. 15 października 1945 w Sigüenza) – hiszpański duchowny katolicki, arcybiskup Sewilli w latach 2009–2021.

## Życiorys
Święcenia kapłańskie otrzymał 21 września 1969 z rąk biskupa Laureano Castán Lacoma. Inkardynowany do diecezji Sigüenza-Guadalajara, był m.in. wicerektorem seminarium, a także zastępcą rektora sanktuarium maryjnego w Barbatonie.

### Episkopat
27 lutego 1997 został mianowany biskupem pomocniczym archidiecezji Toledo, ze stolicą tytularną Iziriana. Sakry biskupiej udzielił mu w miejscowej archikatedrze kardynał Francisco Álvarez Martínez. W latach 1998–2003 był także sekretarzem Konferencji Episkopatu Hiszpanii.
28 lipca 2003 został mianowany biskupem ordynariuszem diecezji Kordoba. Ingres odbył się 27 września 2003.
13 listopada 2008 Benedykt XVI mianował go arcybiskupem koadiutorem Sewilli. 5 listopada 2009 po przejściu na emeryturę kard. Carlosa Amigo Vallejo objął rządy w archidiecezji. 17 kwietnia 2021 papież Franciszek przyjął jego rezygnację z pełnionego urzędu, złożoną ze względu na wiek.